# HD 203857
HD 203857，又名BD+36 4543，SAO 71280、HR 8193，是一颗恒星，视星等为6.47，位于銀經83.6，銀緯-9.2，其B1900.0坐标为赤經21h 19m 45.5s，赤緯+36° -9.2′ 21″。